# Discographie de The Cure
La discographie officielle du groupe britannique de rock The Cure se compose de 14 albums studios, 7 albums live, 2 albums de remix, 6 compilations, 9 EP et 42 singles. Le groupe a également publié 12 vidéos.   

## Albums et compilations

### Albums studio
| Titre                     | Sortie            | Classement des ventes | Classement des ventes | Classement des ventes | Classement des ventes | Classement des ventes | Classement des ventes | Classement des ventes | Classement des ventes | Classement des ventes | Classement des ventes | Classement des ventes | Certifications                                     |
| Titre                     | Sortie            | ALL                   | AUS ,                 | AUT                   | CAN                   | USA                   | FRA ,                 | NZL                   | P-B                   | R-U                   | SUÈ                   | SUI                   | Certifications                                     |
| ------------------------- | ----------------- | --------------------- | --------------------- | --------------------- | --------------------- | --------------------- | --------------------- | --------------------- | --------------------- | --------------------- | --------------------- | --------------------- | -------------------------------------------------- |
| Three Imaginary Boys      | 8 mai 1979        | -                     | -                     | -                     | -                     | -                     | 140                   | 37                    | -                     | 44                    | -                     | -                     | Argent ·                                           |
| Seventeen Seconds         | 22 avril 1980     | -                     | 39                    | -                     | -                     | 186                   | 80                    | 9                     | 15                    | 20                    | -                     | -                     | Or · Platine                                       |
| Faith                     | 14 avril 1981     | -                     | 38                    | -                     | -                     | 193                   | 84                    | 1                     | 9                     | 14                    | 38                    | -                     | Or · Argent                                        |
| Pornography               | 4 mai 1982        | -                     | 39                    | -                     | -                     | 133                   | 81                    | 9                     | 17                    | 8                     | 45                    | -                     | Argent                                             |
| The Top                   | 22 mai 1984       | 44                    | 55                    | -                     | -                     | 180                   | 18                    | 23                    | 12                    | 10                    | 31                    | -                     | Argent                                             |
| The Head on the Door      | 13 août 1985      | 15                    | 6                     | -                     | 53                    | 59                    | 6                     | 11                    | 3                     | 7                     | 24                    | 14                    | Or · Or · Or                                       |
| Kiss Me, Kiss Me, Kiss Me | 25 mai 1987       | 4                     | 9                     | 4                     | 30                    | 35                    | 2                     | 14                    | 3                     | 6                     | 13                    | 3                     | Platine · Or · Or · Or                             |
| Disintegration            | 2 mai 1989        | 2                     | 9                     | 5                     | 22                    | 12                    | 3                     | 6                     | 3                     | 3                     | 10                    | 4                     | Or · 2 × Platine · 2 × Or · Or · Platine · Or · Or |
| Wish                      | 21 avril 1992     | 4                     | 1                     | 14                    | 12                    | 2                     | 17                    | 3                     | 22                    | 1                     | 10                    | 5                     | Platine · Or · Platine · Or · Or · Or              |
| Wild Mood Swings          | 7 mai 1996        | 17                    | 5                     | 12                    | 11                    | 12                    | 3                     | 10                    | 37                    | 9                     | 2                     | 9                     | Or                                                 |
| Bloodflowers              | 15 février 2000   | 5                     | 11                    | 22                    | 13                    | 16                    | 3                     | 41                    | 50                    | 14                    | 5                     | 3                     | Or                                                 |
| The Cure                  | 29 juin 2004      | 3                     | 28                    | 12                    | -                     | 7                     | 4                     | 32                    | 37                    | 8                     | 10                    | 5                     | Argent                                             |
| 4:13 Dream                | 28 octobre 2008   | 21                    | 30                    | 28                    | -                     | 16                    | 8                     | 32                    | 38                    | 33                    | 36                    | 15                    | Or                                                 |
| Songs of a Lost World     | 1er novembre 2024 | 1                     | 5                     | 1                     | 12                    | 4                     | 1                     | 3                     | 1                     | 1                     | 1                     | 1                     | Or · Or · Or                                       |

1. ↑  Classement obtenu en 2004 avec la réédition Deluxe.
2. ↑  Classement obtenu en 2020.
3. 1 2 3  Classement obtenu en 2005 avec la réédition Deluxe.
4. ↑  Classement obtenu en 2021.
5. ↑  Classement obtenu en 2022.
6. ↑  Classement obtenu en 2022 avec la réédition Deluxe. Le meilleur classement en 1992 était 6e
7. ↑  Classement obtenu en 2022 avec la réédition Deluxe. Le meilleur classement en 1992 était 8e

### Albums live
| Titre                                      | Sortie            | Classement des ventes | Classement des ventes | Classement des ventes | Classement des ventes | Classement des ventes | Classement des ventes | Classement des ventes | Classement des ventes | Classement des ventes | Classement des ventes | Certifications |
| Titre                                      | Sortie            | ALL                   | AUS ,                 | AUT                   | USA                   | FRA ,                 | NZL                   | P-B                   | R-U                   | SUÈ                   | SUI                   | Certifications |
| ------------------------------------------ | ----------------- | --------------------- | --------------------- | --------------------- | --------------------- | --------------------- | --------------------- | --------------------- | --------------------- | --------------------- | --------------------- | -------------- |
| Concert: The Cure Live                     | 16 octobre 1984   | -                     | 86                    | -                     | -                     | -                     | 37                    | 31                    | 26                    | -                     | -                     |                |
| Entreat                                    | 25 mars 1991      | 15                    | 25                    | 19                    | -                     | 44                    | 8                     | 88                    | 10                    | -                     | 31                    |                |
| Show                                       | 21 septembre 1993 | 17                    | 16                    | 16                    | 42                    | 4                     | 36                    | 71                    | 29                    | 34                    | 37                    | Argent         |
| Paris                                      | 26 octobre 1993   | -                     | 72                    | -                     | 118                   | -                     | -                     | -                     | 56                    | -                     | -                     |                |
| Bestival Live 2011                         | 5 décembre 2011   | 79                    | -                     | -                     | -                     | 115                   | -                     | 98                    | -                     | -                     | 94                    |                |
| 40 Live: Curætion-25 + Anniversary         | 18 octobre 2019   | 2                     | -                     | -                     | -                     | -                     | -                     | 33                    | -                     | -                     | 14                    |                |
| Songs of a Live World: Troxy London MMXXIV | 13 décembre 2024  | -                     | -                     | -                     | -                     | 112                   | -                     | 87                    | -                     | -                     | -                     |                |

1. ↑  Classement obtenu en 2023 avec la réédition du 30e anniversaire. Le meilleur classement en 1993 était 37e

### Albums de remix
| Titre                 | Sortie           | Classement des ventes | Classement des ventes | Classement des ventes | Classement des ventes | Classement des ventes | Classement des ventes | Classement des ventes | Classement des ventes | Classement des ventes | Classement des ventes | Certifications         |
| Titre                 | Sortie           | ALL                   | AUS ,                 | AUT                   | USA                   | FRA ,                 | NZL                   | P-B                   | R-U                   | SUÈ                   | SUI                   | Certifications         |
| --------------------- | ---------------- | --------------------- | --------------------- | --------------------- | --------------------- | --------------------- | --------------------- | --------------------- | --------------------- | --------------------- | --------------------- | ---------------------- |
| Mixed Up              | 20 novembre 1990 | 18                    | 12                    | 24                    | 14                    | 7                     | 16                    | 51                    | 8                     | 31                    | 26                    | Or · Platine · Or · Or |
| Torn Down             | 21 avril 2018    | -                     | -                     | -                     | -                     | -                     | -                     | 135                   | -                     | -                     | -                     |                        |
| Mixes of a Lost World | 13 juin 2025     | 5                     | -                     | 9                     | -                     | 29                    | -                     | 21                    | 9                     | -                     | 4                     |                        |

1. ↑  Classement obtenu en 2018 avec la réédition Deluxe. Le meilleur classement en 1990 était 19e

### Compilations
| Titre                                      | Sortie           | Classement des ventes | Classement des ventes | Classement des ventes | Classement des ventes | Classement des ventes | Classement des ventes | Classement des ventes | Classement des ventes | Classement des ventes | Classement des ventes | Classement des ventes | Certifications                                                   |
| Titre                                      | Sortie           | ALL                   | AUS ,                 | AUT                   | CAN                   | USA                   | FRA ,                 | NZL                   | P-B                   | R-U                   | SUÈ                   | SUI                   | Certifications                                                   |
| ------------------------------------------ | ---------------- | --------------------- | --------------------- | --------------------- | --------------------- | --------------------- | --------------------- | --------------------- | --------------------- | --------------------- | --------------------- | --------------------- | ---------------------------------------------------------------- |
| Boys Don't Cry                             | 5 février 1980   | -                     | 60                    | -                     | -                     | -                     | -                     | 25                    | -                     | 71                    | -                     | -                     | Or · Platine                                                     |
| Japanese Whispers                          | 6 décembre 1983  | 46                    | 18                    | -                     | -                     | 181                   | 18                    | 8                     | -                     | 26                    | -                     | -                     | Argent                                                           |
| Standing on a Beach / Staring at the Sea   | 6 mai 1986       | 11                    | 13                    | -                     | 48                    | 48                    | 5                     | 3                     | 6                     | 4                     | 27                    | 11                    | Or · 3 × Platine · 2 × Platine · 2 × Or · Platine · Or · Or · Or |
| Galore                                     | 28 octobre 1997  | 51                    | 45                    | -                     | 53                    | 32                    | -                     | 31                    | 81                    | 37                    | 54                    | -                     | Or · Or · Argent                                                 |
| Greatest Hits                              | 13 novembre 2001 | 22                    | 27                    | 34                    | -                     | 58                    | 9                     | 17                    | -                     | 19                    | 48                    | 24                    | Platine · Platine · 2 × Platine · Or · Or · 3 × Platine          |
| Join the Dots: B-Side & Rarities 1978-2001 | 27 janvier 2004  | -                     | -                     | -                     | -                     | 106                   | 29                    | -                     | -                     | 98                    | -                     | -                     |                                                                  |

1. ↑  Classement obtenu en 1986
2. ↑  Classement obtenu en 2016
3. ↑  Classement obtenu en 2019. Le meilleur classement en 2001 était 33e

### Coffrets et autres compilations
- 1981 : Happily Ever After (Regroupe deux albums : Seventeen Seconds et Faith. Destiné au marché américain)
- 1990 : Integration (Coffret CD regroupant les 4 singles issus de Disintegration. Destiné au marché américain)
- 1991 : Assemblage (Coffret CD regroupant les 12 premiers albums du groupe, de Three Imaginary Boys à Disintegration. Édition française limitée.)
- 2006 : 4play (Compilation disponible uniquement en numérique.)
- 2017 : Acoustic Hits (Double vinyle. Sorti à l'origine comme CD bonus du Greatest Hits en 2001)

### Rééditions
- Three Imaginary Boys Deluxe edition (2004, album remasterisé + un CD d'inédits)
- Seventeen Seconds Deluxe edition (2005, album remasterisé + un CD d'inédits)
- Faith Deluxe edition (2005, album remasterisé + un CD d'inédits)
- Pornography Deluxe edition (2005, album remasterisé + un CD d'inédits)
- The Top Deluxe edition (2006, album remasterisé + un CD d'inédits)
- The Head on the Door Deluxe edition (2006, album remasterisé + un CD d'inédits)
- Kiss Me, Kiss Me, Kiss Me Deluxe edition (2006, album remasterisé + un CD d'inédits)
- Disintegration Deluxe edition (2010, album remasterisé + un CD d'inédits + un CD live)
- Mixed Up Deluxe edition (2018, album remastérisé + un CD de remixes rares ou inédits + Torn Down au format CD)
- Wish Deluxe edition (2022, album remastérisé + 2 CD d'inédits et raretés)
- Paris, édition du 30e anniversaire (2024, album live remastérisé avec deux titres supplémentaires)

## EP
- 1985 : Half an Octopus
- 1986 : Quadpus
- 1988 : The Peel Sessions
- 1993 : Sideshow
- 1993 : Lost Wishes
- 1997 : Five Swing Live
- 2004 : Sessions@AOL (EP numérique live de 7 titres)
- 2006 : From Festival 2005
- 2008 : Hypnagogic States

## Singles

### Années 1970 - 1980
| Titre                                | Sortie            | Classement des ventes | Classement des ventes | Classement des ventes | Classement des ventes | Classement des ventes | Classement des ventes | Classement des ventes | Classement des ventes | Certifications                                  |
| Titre                                | Sortie            | ALL                   | AUS ,                 | ESP ,                 | USA                   | FRA ,                 | NZL                   | P-B                   | R-U                   | Certifications                                  |
| ------------------------------------ | ----------------- | --------------------- | --------------------- | --------------------- | --------------------- | --------------------- | --------------------- | --------------------- | --------------------- | ----------------------------------------------- |
| Killing an Arab                      | 21 décembre 1978  | -                     | -                     | -                     | -                     | -                     | -                     | -                     | -                     |                                                 |
| Boys Don't Cry                       | 12 juin 1979      | 99                    | -                     | -                     | -                     | -                     | 22                    | -                     | -                     | Or · Platine · Platine · Or · Platine · Platine |
| Jumping Someone Else's Train         | 20 novembre 1979  | -                     | -                     | -                     | -                     | -                     | -                     | -                     | -                     |                                                 |
| A Forest                             | 8 avril 1980      | -                     | -                     | -                     | -                     | -                     | 38                    | 26                    | 31                    | Or · Argent                                     |
| Primary                              | 20 mars 1981      | -                     | 94                    | -                     | -                     | -                     | 29                    | -                     | 43                    |                                                 |
| Charlotte Sometimes                  | 5 octobre 1981    | -                     | -                     | -                     | -                     | 71                    | 31                    | -                     | 44                    |                                                 |
| The Hanging Garden                   | 12 juillet 1982   | -                     | -                     | -                     | -                     | -                     | -                     | -                     | 34                    |                                                 |
| Let's Go to Bed                      | 15 novembre 1982  | -                     | 15                    | -                     | -                     | -                     | 17                    | -                     | 44                    |                                                 |
| The Walk                             | 5 juillet 1983    | -                     | 34                    | -                     | -                     | -                     | -                     | -                     | 19                    |                                                 |
| The Lovecats                         | 18 octobre 1983   | -                     | 6                     | -                     | -                     | -                     | 23                    | -                     | 7                     | Or                                              |
| The Caterpillar                      | 26 mars 1984      | -                     | 51                    | -                     | -                     | -                     | -                     | 35                    | 14                    |                                                 |
| In Between Days                      | 15 juillet 1985   | 45                    | 16                    | -                     | 99                    | 23                    | 15                    | 26                    | 15                    | Or · Or                                         |
| Close to Me                          | 17 septembre 1985 | 49                    | 7                     | -                     | -                     | 17                    | 27                    | 16                    | 24                    | Or · Or · Platine · Platine                     |
| Boys Don't Cry (New Voice - New Mix) | 21 avril 1986     | 19                    | 26                    | 31                    | -                     | 28                    | 10                    | 27                    | 22                    |                                                 |
| Why Can't I Be You?                  | 14 avril 1987     | 29                    | 16                    | 5                     | 54                    | 29                    | 16                    | 25                    | 21                    |                                                 |
| Catch                                | 22 juin 1987      | 59                    | 77                    | 30                    | -                     | -                     | -                     | 57                    | 27                    |                                                 |
| Just Like Heaven                     | 5 octobre 1987    | -                     | 89                    | 25                    | 40                    | 33                    | 31                    | 82                    | 29                    | Or · Or · Platine · Platine                     |
| Hot Hot Hot!!!                       | 8 février 1988    | -                     | -                     | 8                     | 65                    | -                     | -                     | 79                    | 45                    |                                                 |
| Lullaby                              | 10 avril 1989     | 3                     | 28                    | 4                     | 74                    | 22                    | 7                     | 8                     | 5                     | Or · Or · Argent                                |
| Fascination Street                   | 18 avril 1989     | -                     | -                     | -                     | 46                    | -                     | -                     | -                     | -                     |                                                 |
| Lovesong                             | 21 août 1989      | 21                    | 60                    | -                     | 2                     | -                     | 39                    | 48                    | 18                    | Or · Argent                                     |

1. ↑  Classement obtenu en 1986 avec la réédition du single.
2. ↑  Classement obtenu en 1991.
3. ↑  Classement obtenu en 1991. Le single s'est classé 45e en 1985.

### Années 1990 - 2000 et 2020
| Titre                | Sortie             | Classement des ventes | Classement des ventes | Classement des ventes | Classement des ventes | Classement des ventes | Classement des ventes | Classement des ventes | Classement des ventes | Certifications                                              |
| Titre                | Sortie             | ALL                   | AUS ,                 | ESP ,                 | USA                   | FRA ,                 | NZL                   | P-B                   | R-U                   | Certifications                                              |
| -------------------- | ------------------ | --------------------- | --------------------- | --------------------- | --------------------- | --------------------- | --------------------- | --------------------- | --------------------- | ----------------------------------------------------------- |
| Pictures of You      | 19 mars 1990       | 18                    | 89                    | -                     | 71                    | -                     | -                     | 77                    | 24                    | Argent                                                      |
| Never Enough         | 17 septembre 1990  | 17                    | 22                    | 14                    | 72                    | -                     | 11                    | -                     | 13                    |                                                             |
| Close to Me (Remix)  | 16 octobre 1990    | -                     | 55                    | 18                    | 97                    | -                     | -                     | -                     | 13                    |                                                             |
| High                 | 16 mars 1992       | 14                    | 5                     | 19                    | 42                    | 11                    | 4                     | 37                    | 8                     |                                                             |
| Friday I'm in Love   | 11 mai 1992        | 16                    | 39                    | -                     | 18                    | -                     | 7                     | 32                    | 6                     | Platine · 2 × Platine · Platine · 2 × Platine · 2 × Platine |
| A Letter to Elise    | 5 octobre 1992     | -                     | -                     | -                     | -                     | -                     | 13                    | -                     | 28                    |                                                             |
| The 13th             | 22 avril 1996      | 55                    | 31                    | -                     | 44                    | -                     | 37                    | -                     | 15                    |                                                             |
| Mint Car             | 17 juin 1996       | -                     | 100                   | -                     | 58                    | -                     | -                     | -                     | 31                    |                                                             |
| Strange Attraction   | 8 octobre 1996     | -                     | -                     | -                     | -                     | -                     | -                     | -                     | -                     |                                                             |
| Gone!                | 2 décembre 1996    | -                     | -                     | -                     | -                     | -                     | -                     | -                     | 60                    |                                                             |
| Wrong Number         | 17 novembre 1997   | -                     | 70                    | -                     | -                     | -                     | -                     | 88                    | 62                    |                                                             |
| Cut Here             | 29 octobre 2001    | 79                    | 83                    | 10                    | -                     | 85                    | -                     | -                     | 72                    |                                                             |
| The End of the World | 22 juin 2004       | 47                    | -                     | -                     | -                     | 70                    | -                     | -                     | 25                    |                                                             |
| alt.end              | 12 octobre 2004    | -                     | -                     | -                     | -                     | -                     | -                     | -                     | -                     |                                                             |
| Taking Off           | 18 octobre 2004    | 73                    | -                     | 9                     | -                     | 67                    | -                     | -                     | 39                    |                                                             |
| The Only One         | 13 mai 2008        | 77                    | 80                    | 1                     | -                     | 28                    | -                     | 86                    | 48                    |                                                             |
| Freakshow            | 13 juin 2008       | 78                    | 91                    | 1                     | -                     | 30                    | -                     | -                     | 89                    |                                                             |
| Sleep When I'm Dead  | 13 juillet 2008    | 80                    | 84                    | 1                     | -                     | 36                    | -                     | -                     | 68                    |                                                             |
| The Perfect Boy      | 13 août 2008       | 86                    | 91                    | 2                     | -                     | 37                    | -                     | -                     | 78                    |                                                             |
| Alone                | 26 septembre 2024, | -                     | -                     | -                     | -                     | -                     | -                     | -                     | *                     |                                                             |
| A Fragile Thing      | 9 octobre 2024     | -                     | -                     | -                     | -                     | -                     | -                     | -                     | *                     |                                                             |

1. ↑  (en)« Official Singles Sales Chart 18 April 2025 - 24 April 2025 », sur officialcharts.com Alone ne s'est pas classée dans l'Official Singles Chart Top 100 mais dans l'Official Singles Sales Chart (qui ne compte que les ventes physiques et numériques mais pas le streaming) à la 6e place
2. ↑  (en)« Official Singles Sales Chart 29 November 2024 -  5 December 2024 », sur officialcharts.com A Fragile Thing ne s'est pas classée dans l'Official Singles Chart Top 100 mais dans l'Official Singles Sales Chart (qui ne compte que les ventes physiques et numériques mais pas le streaming) à la 5e place

### Autres singles
- 1979 : Grinding Halt (45 tours promo Grande-Bretagne. Meathook en face b. Extraits de Three Imaginary Boys)
- 1980 : 10:15 Saturday Night (45 tours promo France)
- 1982 : Lament (Disque flexible monotitre offert aux lecteurs du magazine Flexipop)
- 1984 : Shake Dog Shake (45 tours promo France. The Top en face b. Extraits de The Top)
- 1984 : Excerpt (Maxi 45 tours Pays-Bas, Allemagne, France, contient A Forest et Primary extraits de l'album Concert)
- 1986 : The Blood (45 tours promo Espagne. Six Different Ways en face b. Tirés de The Head on The Door)
- 1990 : A Forest (Tree mix) (Single et maxi commercialisés en France. In Between Days (Shiver mix) en face b. Extraits de Mixed Up. A Forest version originale sur le maxi)
- 2000 : Out of This World (Single promo extrait de Bloodflowers)
- 2000 : Maybe Someday (Single promo extrait de Bloddflowers)
- 2001 : Just Say Yes (Single promo extrait de Greatest Hits)
- 2024 : And Nothing Is Forever / I Can Never Say Goodbye (Double single live vinyl sorti sous l'intitulé The Cure - Novembre: Live in France 2022)

## Contributions diverses
| Date de Sortie   | Titre                                  | Album                                                              | Informations |
| ---------------- | -------------------------------------- | ------------------------------------------------------------------ | --- |
| 15 décembre 1987 | To The Sky                             | Stranger Than Fiction                                              | Titre inédit. Compilation multi-artistes du label Fiction Records                                                  |
| 27 novembre 1990 | Hello, I Love You                      | Rubáiyát: Elektra's 40th Anniversary                               | Reprise des Doors. Compilation multi-artistes célébrant les 40 ans du label Elektra Records                        |
| 9 novembre 1993  | Purple Haze                            | Stone Free: A Tribute To Jimi Hendrix                              | Reprise de Jimi Hendrix. Album hommage à Jimi Hendrix                                                              |
| 29 mars 1994     | Burn                                   | The Crow                                                           | Titre inédit sur la bande originale du film The Crow                                                               |
| 16 mai 1995      | Young Americans                        | 104.9 - An XFM Compilation Album                                   | Reprise de David Bowie. Compilation multi-artistes de la radio anglaise XFM                                        |
| 27 juin 1995     | Dredd Song                             | Judge Dredd                                                        | Titre inédit sur la bande originale du film Judge Dredd                                                            |
| 2 juin 1998      | More Than This                         | The X-Files: The Album - Fight The Future                          | Titre inédit sur la bande originale du film The X Files, le film                                                   |
| 4 août 1998      | World in My Eyes                       | For The Masses: An Album of Depeche Mode Songs                     | Reprise de Depeche Mode. Album hommage à Depeche Mode                                                              |
| 4 avril 2000     | Watching Me Fall (Underdog Remix)      | American Psycho                                                    | Remix inédit du titre Watching Me Fall sur la bande originale du film American Psycho                              |
| 6 avril 2004     | The Dragon Hunters Song                | -                                                                  | Titre inédit, basé sur Taking Off, thème de la série d'animation Chasseurs de dragons                              |
| 5 mars 2007      | Make Me Bad/In Between Days            | MTV Unplugged: Korn                                                | Live acoustique avec le groupe Korn, mélangeant les titres In Between Days et Make Me Bad                          |
| 9 octobre 2007   | Love                                   | Make Some Noise: The Amnesty International Campaign To Save Darfur | Reprise de John Lennon. Album de charité d'Amnesty International en soutien au Darfour                             |
| 13 janvier 2009  | Underneath The Stars (Renholder Remix) | Underworld : Rise of the Lycans                                    | Remix inédit du titre Underneath The Stars sur la bande originale du film Underworld 3 : Le Soulèvement des Lycans |
| 17 janvier 2012  | Apart (Renholder Remix)                | Underworld : Awakening                                             | Remix inédit du titre Apart sur la bande originale du film Underworld : Nouvelle Ère                               |
| 17 novembre 2014 | Hello, Goodbye                         | The Art of McCartney                                               | Reprise des Beatles en compagnie de James McCartney. Album hommage à Paul McCartney                                |

NoteCe tableau ne répertorie que les reprises, remixes ou chansons originales enregistrés spécialement pour l'événement. De nombreuses chansons du groupe existant auparavant sont régulièrement utilisées dans des séries télé ou des films. Pour les connaître, consulter cette page.

## Vidéographie
- 1985 : Live in Japan (Sortie uniquement au Japon)
- 1985 : Tea Party (Sortie uniquement au Japon)
- 1986 : Staring at the Sea: The Images
- 1987 : The Cure in Orange
- 1991 : Picture Show
- 1991 : The Cure Play Out
- 1993 : Show
- 1997 : Galore: The Videos 1987-1997
- 2001 : Greatest Hits
- 2003 : Trilogy
- 2006 : Festival 2005
- 2019 : 40 Live: Curætion-25 + Anniversary